# Silver City Highway
Der Silver City Highway ist eine Fernstraße im Westen des australischen Bundesstaates New South Wales. Er verläuft in Nord-Süd-Richtung entlang der Grenze von New South Wales und South Australia und verbindet den Sturt Highway in Buronga am Murray River mit der Noccundra Warri Warri Gate Road am Warri Warri Gate an der Grenze zu Queensland.

## Verlauf
Der Silver City Highway beginnt in der Kleinstadt Buronga, einem nördlichen Vorort von Mildura. Dort zweigt er vom Sturt Highway (N20) als nördliche Fortsetzung des von Süden kommenden Calder Highway (A79) nach West-Nordwesten ab. Nach 23 km ist die Stadt Wentworth an der Mündung des Darling River in den Murray River erreicht. Dort wendet sich die Straße nach Norden und folgt dem Great Darling Anabranch. Östlich der Straße liegen in diesem Bereich etliche größere Salzseen. Nach 265 km ist die Bergbaumetropole Broken Hill erreicht. Dort überquert der Silver City Highway den Barrier Highway (R32).
Weiter führt der Weg nach Norden durch das unbewohnte Outback. Nach 176 km erreicht die Straße das Rasthaus Packsaddle und nach weiteren 160 km die Kleinstadt Tiboobarra am Südostrand des Sturt-Nationalparks. Dort zweigt eine 139 km lange Piste nach Nordwesten zur Cameron Corner, der nordwestlichsten Ecke des Staates New South Wales, ab. Der Silver City Highway führt durch den Nationalpark weiter nach Norden und endet nach weiteren 53 km am Warri Warri Gate an der Grenze zu Queensland. Dort ist ein Durchlass im Dingozaun, der das australische Outback durchzieht. Von dort führt eine unbefestigte Piste, die Noccundra Warri Warri Gate Road weiter nach Norden.

## Straßenzustand und Tankstellen
Nördlich von Broken Hill ist der Silver City Highway teilweise nicht asphaltiert, wobei der Ausbau im Laufe der Zeit weiter voranschreitet. Auf der 265 km langen Etappe von Wentworth nach Broken Hill gibt es lediglich ein Roadhouse, Coombah, wo Treibstoff und Lebensmittel verkauft werden. Zwischen Broken Hill und Tibooburra kann am Rasthaus Packsaddle getankt werden.

## Nummerierung
Der Silver City Highway wurde als Route 79 nummeriert. Im Zuge der Umbenennung der australischen Fernstraßen ist vorgeschlagen, diese alte Nummerierung durch die Bezeichnung B79 zu ersetzen. Im südlichen Abschnitt zwischen Buronga und Broken Hill ist die Änderung der Nummerierung bereits erfolgt.